# Parla Este
Parla Este es un barrio de reciente urbanización perteneciente al municipio madrileño de Parla. Es el único barrio englobado dentro del Distrito Este de dicha ciudad. 

## Localización geográfica
El barrio de Parla Este se sitúa, como su nombre indica, al Este y Sureste de la ciudad. Limita con el Barrio Ciudad de las Américas y el polígono industrial ciudad de Parla y al este con el municipio de Pinto.

## Demografía
El número de habitantes es de 15.951 según los datos de empadronamiento de mayo de 2009. Esto le sitúa como el barrio de Parla más poblado, aunque se prevé que dicho número aumente muy significativamente a medida que se acaben de construir las numerosas viviendas en construcción.
Este número representa el 13% del total de población de Parla.

## Urbanismo

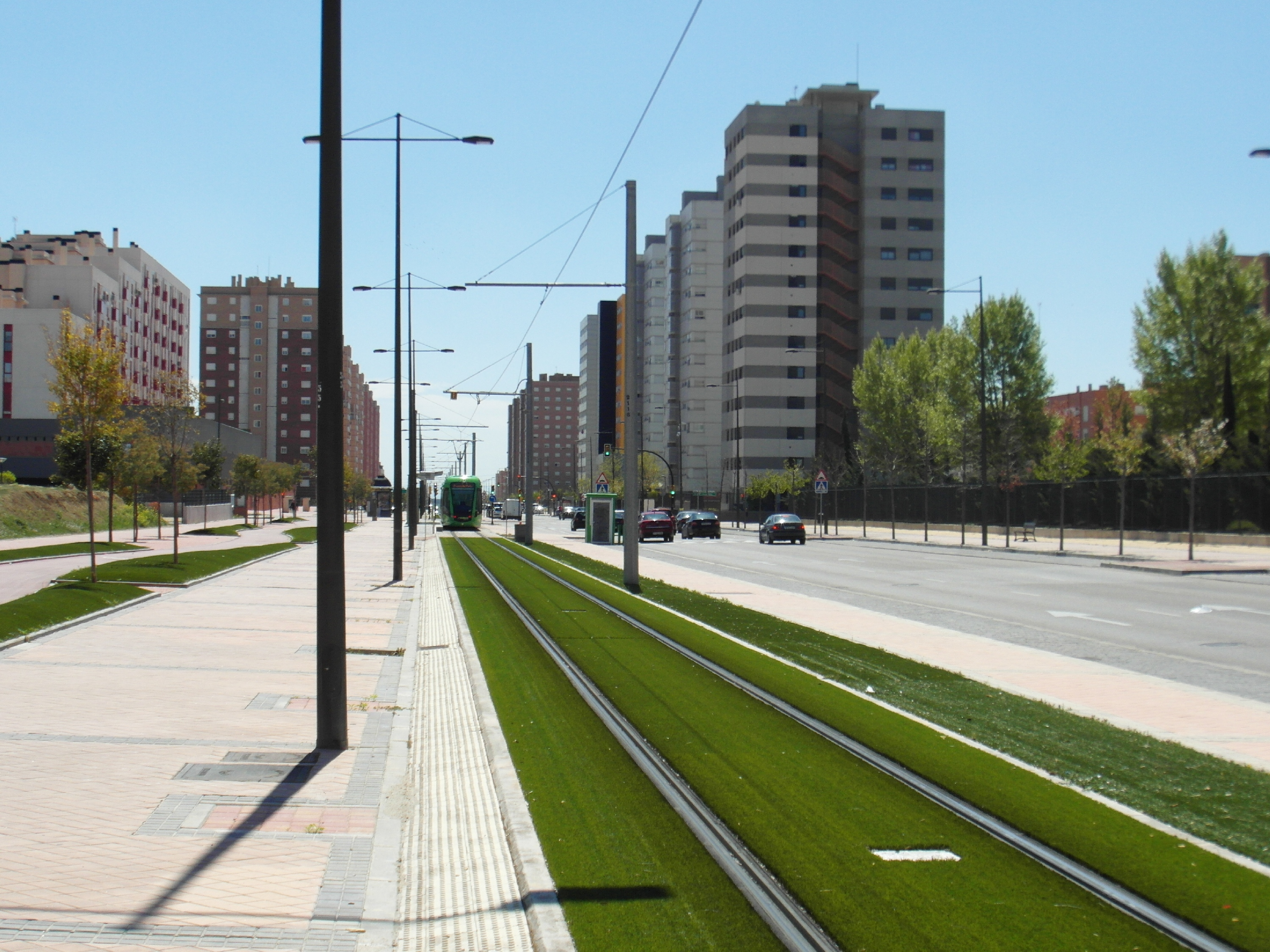
Calle del barrio de Parla Este, donde se aprecian la avenida con los edificios y el carril del tranvía.

Parla Este es un barrio de urbanización reciente, proyectado en el año 2001, en el que destacan un gran número de altos edificios de hasta 13 plantas. La uniformidad de los bloques de pisos, en muchos casos idénticos de 4 en 4, se aprecia principalmente a lo largo de las avenidas principales (Avenida de las Estrellas y Avenida de los Planetas). También existe zonas de chalets, al suroeste, al noroeste y al este del barrio.
Todavía existe un gran número de edificios pendientes de finalizar su construcción. El comercio está compuesto principalmente por pequeñas tiendas de barrio, bares y sucursales bancarias.

### Callejero
El nombre de las calles de Parla Este se han tomado del campo de la astronomía, por lo que también se le conoce popularmente como barrio del universo.
Las avenidas principales, que recorren todo el barrio de norte a sur son se denominan Avenida de las Estrellas, Avenida de los Planetas. Además de la Avenida del Sistema Solar, en la parte suroeste, y Avenida de las Galaxias, en la parte sur. En total las denominaciones se dividen en cuatro grupos siento estos con sus calles los siguientes:
| - Calles con los nombres de planetas: - Planeta Tierra - Planeta Marte - Planeta Júpiter - Planeta Urano - Planeta Mercurio - Planeta Neptuno - Planeta Saturno - Planeta Venus |  | - Calles con nombre de estrellas: - Estrella Polar - Estrella Mizar - Estrella Sirio - Estrella Altaír - Estrella Antares - Estrella Denébola - Estrella Espiga - Estrella Vega |  | - Constelaciones del zodiaco: - Leo - Acuario - Libra - Piscis - Virgo - Tauro - Géminis - Aries - Capricornio - Sagitario - Escorpio |  | - Otras constelaciones: - Constelación Orión - Constelación Pegaso - Constelación del Unicornio - Constelación de la Auriga - Constelación de Perseo - Constelación de Casiopea - Constelación de Andrómeda - Osa Mayor - Osa Menor - Ave del Paraíso |

El código postal de Parla Este es el 28983. En muchos lugares puede encontrarse en su lugar el número 28980, perteneciente a Parla, debido a la falta de actualización de algunas bases de datos.

### Parques urbanos

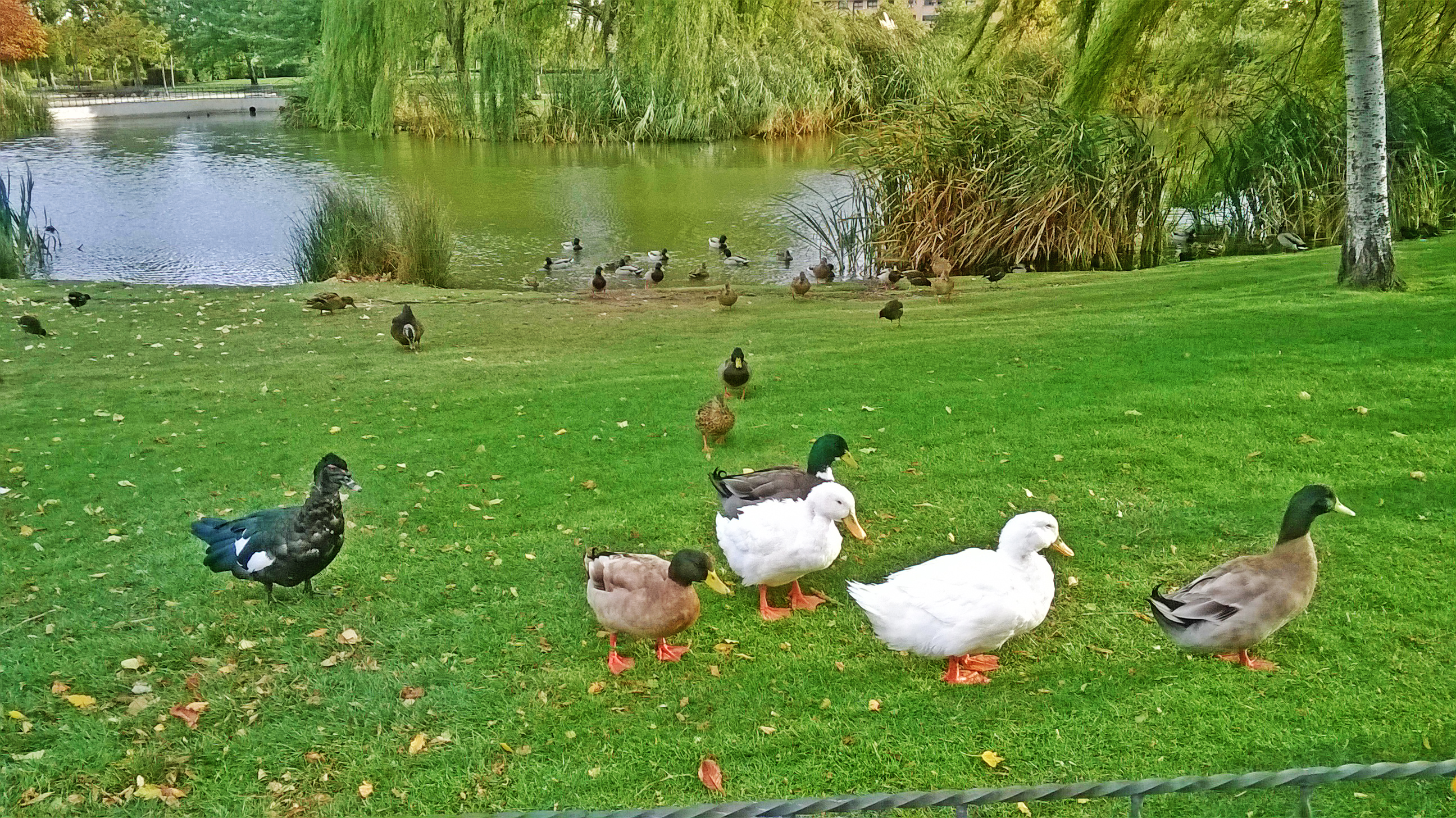
Parque del universo Parla Este, estanque con aves acuáticas.

Destacan dos parques urbanos en Parla Este, siendo los dos más grandes de Parla. En la zona Centro-Oeste se ubica el Parque del Universo anteriormente conocido como gran parque de Parla Este, en el que destacan dos estanques uno de ellos con un gran géiser, y el otro con aves acuáticas como patos y gallinejas, cuenta con área infantil, área deportiva, zona para perros, también dentro del parque hay un espacio dedicado en contra de la violencia de género y sobre desde este parque empiezan la mayoría de las rutas de senderismo activas de colores (roja, naranja, amarilla y verde) excepto la ruta violeta de la igualdad.
En la parte Sur limita con el tercer recinto del Parque de las Comunidades de España, destacado por su gran lago de patos, actividades de pesca, zona de pícnic con barbacoas, circuitos de bicis y circuito de coches de radiocontrol,.

### Piscinas públicas y centro deportivo
Existe una piscina municipal al aire libre de agua salada conocida como la playa de Parla, dentro del mismo complejo existe un balneario. Su ubicación es justo al lado de la parte norte del Parque de Parla Este (Parque del universo).
El nuevo centro deportivo abierto en septiembre de 2010 dispone de piscina climatizada, gimnasio y seis pistas de padel.

## Educación
Parla Este cuenta con dos escuelas de educación infantil, cuatro colegios públicos y un instituto de educación secundaria. El colegio electoral es el José Hierro. También existe un centro concertado, el Aquila.

### Escuelas de Educación Infantil
- El Limonero (C/Estrella Mizar)
- El Manzano (C/Planeta Tierra)

### Colegios Públicos (Infantil y Primaria)
- CEIP José Hierro (C/ Acuario, 34)[3]
- CEIP Rosa Montero (Paseo de la república Dominicana, 11)[4]
- CEIP Madre Teresa de Calcuta (C/ Jaime I el conquistador, 143)[5]
- CEIP Blas de Lezo (C/ Osa Menor, s/n)[6][7]

### Instituto de Educación Secundaria
- Instituto bilingüe Nicolás Copérnico (Av. del Sistema Solar, 8)

### Centro educativo privado concertado
- Colegio Aquila (C/ Planeta Júpiter, 2)
- Colegio Juan Pablo II (Av. de las Estrellas, 45)

## Comunicaciones

### Carreteras
Existen dos vías de comunicación principales: la Norte y la Este. La vía Norte atraviesa el polígono industrial, da acceso a la carretera que comunica Parla con Pinto, que da acceso a las autopistas A-42(salida Norte), R-4 y A-4. La vía Este, da acceso a la A-42(salida sur), después de atravesar los barrios de Las Américas y Leguario Sur.

### Tranvía
El Tranvía de Parla cruza ampliamente por Parla Este, dando acceso al resto de la ciudad y a la estación de Cercanías situado en el centro de ella.

### Autobuses
| Línea | Recorrido                                    | Operador                  |
| ----- | -------------------------------------------- | ------------------------- |
| 469   | Madrid (Plaza Elíptica) - Parla (Parla Este) | Avanza Movilidad Integral |
| N806  | Madrid (Atocha) - Parla - Madrid (Atocha)    | Avanza Movilidad Integral |
| 3     | Circular 3                                   | Avanza Movilidad Integral |

## Cultura
- Cuenta con la nueva Casa de la Juventud ubicada enfrente del Parque del Universo.

- Las I Fiestas de Parla Este se celebraron por primera vez en 2009 los días 19 al 21 de junio.